# Colmenar Viejo

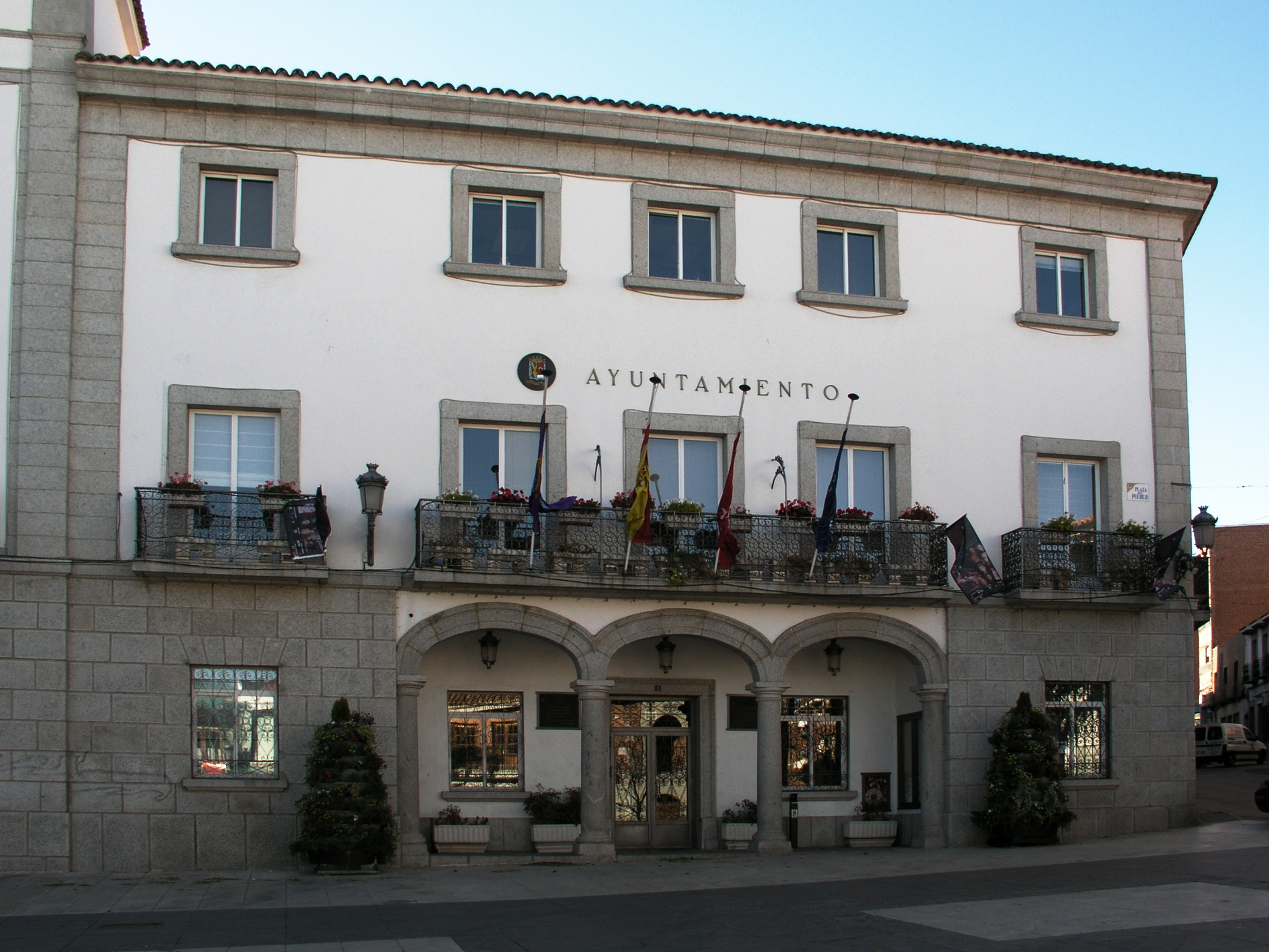
Ayuntamiento.

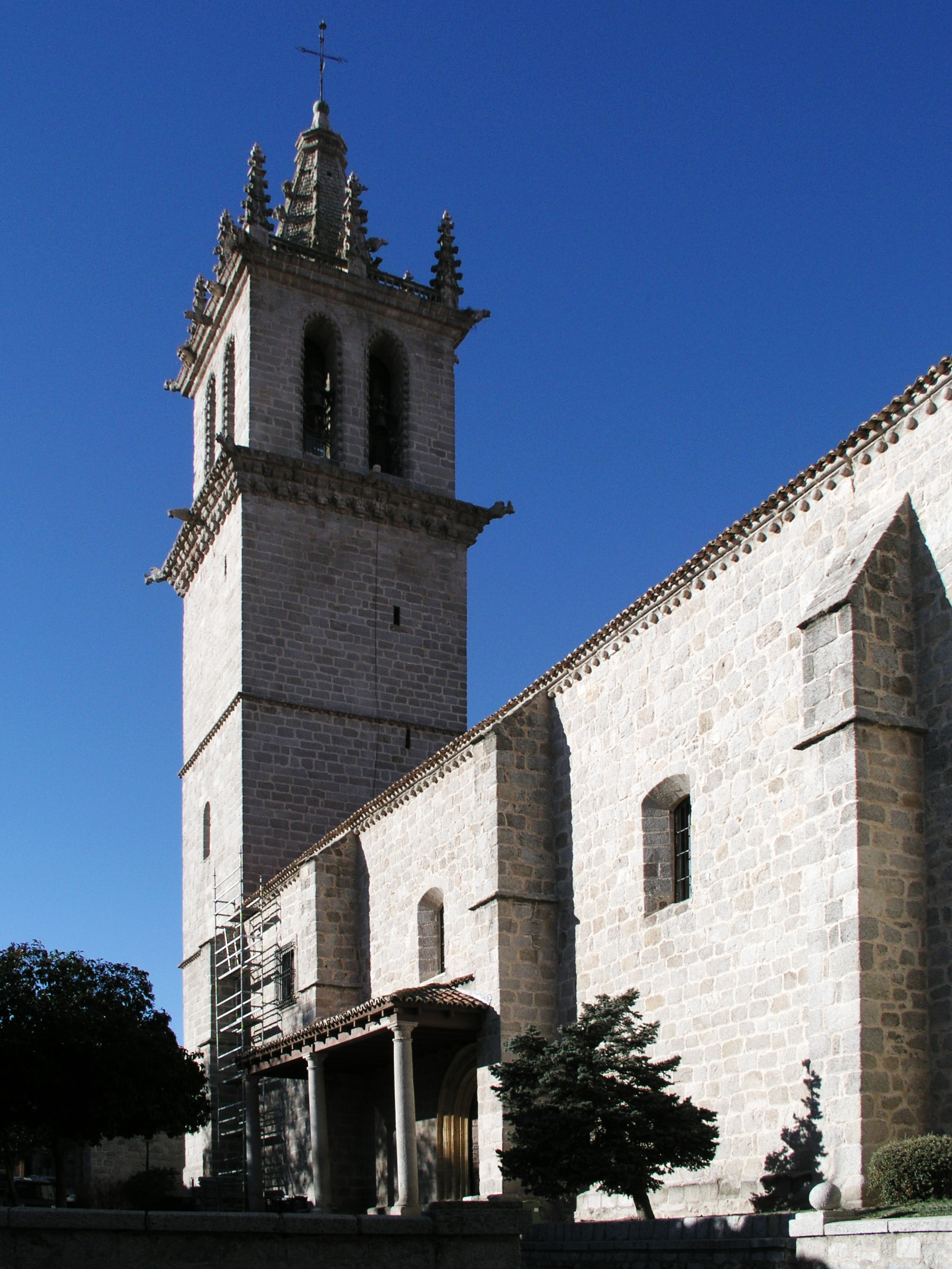
La Basílica de la Asunción de Nuestra Señora.

Colmenar Viejo är en stad och kommun som ligger i Cuenca Alta del Manzanares, i Madridprovinsen i Spanien. Kommunen hade 42 649 invånare i början av 2008, på en yta av 182,56 kvadratkilometer, varav 41 936 bodde i själva centralorten.
Stadskärnan ligger cirka 31 kilometer norr om Puerta del Sol i Madrid, med vilken det har förbindelse genom motorvägen M-607. Det finns en järnvägsstation Estación de Colmenar Viejo som hör till linje C-7 i Madrids lokaltåg och är belägen i zon B3 enligt Consorcio Regional de Transportes de Madrid.
Södra sluttningen av Cerro de San Pedro, i bergskedjan Sierra de Guadarrama, ligger vid kanten av samhället Colmenar Viejo. Där passerar floden Manzanares, längs vilken gamla förfallna kvarnar ligger. I en av dessa kvarnar har man funnit arkeologiska rester från 1600-talet..
Colmenar Viejo har två militärbaser: "Fuerzas Aeromóviles del Ejército de Tierra" (eller F.A.M.E.T., med 22 bofasta invånare 2008) och försörjningsbasen San Pedro (endast 6 bofasta invånare 2008), tidigare känd som "El Cir".

## Historia

### Namnet
Det verkar som om ursprunget till namnet går sekler tillbaka i tiden. Platsen låg längs vägen för resande mellan Alcalá de Henares och Segovia och när en gammal biodlare började erbjuda härbärge för de resande, beslutade några av dem för att slå sig ner på platsen och en mindre by skapades. Som referens för platsen angav man för de resande «el colmenar del viejo» ("den gamle mannens biodling"), som sedan utvecklades till vad som nu är känt som Colmenar Viejo.

### Ursprung och utveckling
Arkeologiska fynd som man hittat i området bekräftar bosättningar från 500-talet. Efter återerövringen av Madrid (Reconquista de Madrid, Magerit), i slutet av 1000-talet, skapade Alfons VI en "alfoz" (på grund av den glesa befolkningen i området) vars geografiska gränser dock var oklart definierade gentemot Madrid.
De oklara gränserna orsakade konflikter mellan Segovia och Madrid under mer än ett sekel till dess att Alfons X satte stopp för striderna, genom att inkorporera området till kronan. Sedan dess kallas hela detta vidsträckta område för "el Real de Manzanares", vilket består av bland annat byarna Colmenar Viejo, Soto del Real, Hoyo de Manzanares, Miraflores, Navacerrada och San Agustín del Guadalix.
Det var inte ens ett sekel senare som Johan I av Kastilien definitivt tilldelade el Real de Manzanares till Pedro González de Mendoza (1340–1385). Men det skulle bli hans andre son, Íñigo López de Mendoza (1398–1458), som man senare har lagt till titeln Conde del Real de Manzanares ("Greve av det kungliga Manzanares").
Under de följande seklen ökade befolkningen på platsen och Colmenar Viejo avskildes den 22 november 1504 från Manzanares. Den största delen av befolkningen ägnade sig åt jordbruk och utvecklingen stod still fram till mitten av 1800-talet då man byggde en tjurfäktningsarena (en symbol för modernitet för byborna på den tiden), en landsväg som gick från Manzanares till Fuencarral och passerade Colmenar Viejo, telegraflinjer och daglig postutbärning. Genom Arturo Sorias försorg lyckades man få en järnvägslinje från Madrid till Colmenar Viejo, via Chamartín. Den invigdes den 30 maj 1911. Utvecklingen fortsatte med utbyggnad av vattenkraft och elektrisk kraft men regleringen av floden Manzanares förstörde sedan för kvarnarna och vattenhjulen som hade haft så stor betydelse för ekonomin sedan tidig medeltid.

## Fester

### La Maya
Högtiden "La Maya" den 2 maj, är en tradition i Colmenar Viejos historia och den handlar om flickor och blommor. La "maya" är en flicka klädd i underkjol och vit blus, sidensjal fäst på ryggen, prydd med många glaspärlor, halsband och blommor i håret. Hon förblir sittande, mycket allvarlig och utan att prata, på ett altare som mammorna och mormödrarna har garnerat med blommor, vita lakan och en ridåfilt. Tillsammans med henne är hennes medhjälpare, några flickor, uppklädda på liknande sätt, fast sidensjalen är fäst på korrekt sätt, de vänder sig till åskådarna med en kollektbössa och en bricka och ber om pengar för "maya". Denna fest har hedniska rötter.

### Fest till skyddshelgonet Nuestra Señora de los Remedios ära
Denna fest firas sista veckan i augusti. På fredagseftermiddagen förs helgonet i vallfärd från ermitan av församlingsborna till Capilla de Santa Ana och, följande dag, till Basílica de la Asunción de Ntra. Sra. På tisdagen återförs helgonet till sin vanliga plats.
Under dessa dagar tilldrar sig viktiga tjurfäktningar och andra fester på tjurfäktningsarenan. Det handlar om några få dagar som man använder arenan, och trots den stora investering som arenan innebar täcktes aldrig arenan över. Tjurfäktaren José Cubero "Yiyo" dog här 1985. På förmiddagarna släpper man loss ungkalvar för tjurfäktningsentusiaster på tjurfäktningsarenan.
Man firar också stenhuggarnas tävling, som anordnas av Colmenars förening för stenhuggare. Den hyllar den betydelse som stenhuggarna och stenen hade i byn.

### Colmenar Viejos dag
Den 22 november firar man som den dag då Colmenar gick från att vara en by till att vara en stad. Tack vare denna nya klassning kunde Colmenar Viejo disponera över en rad instrument för bestraffning, galge, skampåle, stock, kedja och spö, likaså ett fängelse som var beläget i själva Ayuntamiento.
Utan tvekan var några av de viktigaste aspekterna möjligheten att ha två ordinarie borgmästare, vilka hade myndighet att döma inom sin jurisdiktion, utan att behöva åka till Villa de Manzanares. Med detta erhöll den nya staden så småningom en större stadskärna, och detta gjorde att Colmenar Viejo blev en ekonomisk och administrativ mittpunkt i området Manzanares.

## Turism
De viktigaste platserna av kulturellt turistiskt intresse är:
- Basílica de la Asunción de Nuestra Señora
- Två kapell, tre ermitas (den viktigaste är kanske Ermita de Nuestra Señora de los Remedios, -Coord. N 40,70277º W 3,77003º- som är ortens skyddshelgon)
- En bodega och vinpress och en pósito[6] för spannmål.

## Kommunikationer
Från Madrid når man Colmenar på väg M-607, som förbinder Colmenar Viejo med Navacerrada och Madrid.
Övriga vägar leder till:
- San Agustín de Guadalix, väg M-104.
- Soto del Real eller Miraflores de la Sierra, väg M-609.
- Guadalix de la Sierra, väg M-625.

Busslinjer finns bland annat till Madrid, från knutpunkten vid Plaza de Castilla.
Pendeltåget Cercanías Madrid förbinder Colmenar med Madrid (linje 7).